# Parque Nacional Natural Tayrona
Parque Nacional Natural Tayrona är en nationalpark som ligger cirka 34 kilometer från Santa Marta i Colombia. Parken har en biologisk mångfald, endemisk för Sierra Nevada de Santa Marta som representerar en mängd olika klimat som sträcker sig från den torra havsnivån till 900 meter över havsytan. Parken omfattar cirka 30 kvadratkilometer vid Karibiska havet och cirka 150 km² regnskog. Parken är minst lika berömd för sina vackra stränder som för sitt djur- och växtliv, och engelska The Guardian har satt upp parkens stränder på listan över världens vackraste.
Forskare har gjort en omfattande klassificering av de djurarter som lever i parken och hittat 108 arter av däggdjur och 300 fågelarter. Exempel på vad man kan hitta i parken är till exempel svart groda, dvärgtigerkatt, rådjur, 70 arter av fladdermöss, 31 olika arter av reptiler, 15 arter av groddjur, 202 arter av svampar, 471 arter av kräftdjur, 700 arter av mollusker, 110 arter av koraller och 401 arter av fisk, samt mer än 350 alger och mer än 770 arter av växter.
Det finns arkeologiska bevis för forntida bebyggelse inom parken fram till 1500-talet.